# John Lambton (5e comte de Durham)
John Frederick Lambton, 5e comte de Durham (7 octobre 1884 - 4 février 1970), brièvement appelé vicomte Lambton entre 1928 et 1929, est un pair britannique. Par l'intermédiaire de sa sœur Lilian, il est l'oncle du premier ministre Alec Douglas-Home. Lord Durham est surtout connu pour le don du Penshaw Monument au National Trust.

## Biographie
Durham est né le 7 octobre 1884, fils de Frederick Lambton (4e comte de Durham) et de sa femme Beatrix Bulteel.
Il fait ses études au Collège d'Eton. Il combat pendant la Première Guerre mondiale comme capitaine dans le 3e / 7e bataillon, Northumberland Fusiliers et est blessé. Il succède aux titres de comte et subsidiaires à la mort de son père le 31 janvier 1929. Il est décédé le 4 février 1970, à l'âge de 85 ans.
Il épouse le 12 novembre 1919 Diana Mary Farquhar (née le 19 juillet 1901, décédée le 28 août 1924). Ils ont deux fils:
- John Roderick Geoffrey Francis Edward Lambton, vicomte Lambton (né le 6 septembre 1920, décédé le 4 février 1941), s'est suicidé.
- Antony Lambton, 6e comte de Durham (né le 10 juillet 1922, décédé le 30 décembre 2006)

Après la mort de sa première femme, Durham se remarie le 4 mars 1931 avec Hermione Bullough, fille de George Bullough (en), 1er baronnet. Ils ont un fils:
- John George Lambton (né le 10 juin 1932, décédé le 21 août 2012)